# American Basketball League 1942-1943
La stagione 1942-1943 della American Basketball League fu la 16ª nella storia della lega. Vinsero il titolo i Philadelphia Sphas, al 6º successo della loro storia.

## Classifica
|    | Classifica stagione regolare 1942-1943 | V  | P |
| -- | -------------------------------------- | -- | - |
| 1. | Trenton Tigers                         | 11 | 2 |
| 2. | Philadelphia Sphas                     | 8  | 6 |
| 3. | Camden Indians/Brooklyn Indians        | 3  | 5 |
| 4. | Harrisburg Senators                    | 4  | 8 |
| 5. | New York Jewels                        | 1  | 6 |

- I Camden Indians si sono trasferiti a Brookly a stagione in corso (18 gennaio 1943).

## Finale
Fase finale al meglio delle 7 partite.
|  | Finale             |                    |    |    |    |    |    |    |    |   |  |
|  |                    |                    |    |    |    |    |    |    |    |   |  |
|  | Trenton Tigers     | Trenton Tigers     | 36 | 35 | 37 | 39 | 48 | 33 | 42 | 3 |  |
|  | Philadelphia Sphas | Philadelphia Sphas | 27 | 42 | 30 | 42 | 38 | 34 | 44 | 4 |  |